# Brodce (Kněžice)
Brodce (německy Brodze) je vesnice, část obce Kněžice v okrese Jihlava. Nachází se asi 1,5 km na jih od Kněžic. V roce 2009 zde bylo evidováno 62 adres. V roce 2001 zde trvale žilo 138 obyvatel.
Brodce je také název katastrálního území o rozloze 1,82 km2.

## Název
Název se vyvíjel od varianty Brodcze (1481, 1528, 1532, 1590), Brodecz (1678), Brodcže (1718), Brotze (1720), Brodcze (1751), Brodce, Brodcze a Brodze (1846) až k podobám Brodze a Brodce v roce 1872. Místní jméno je množným číslem k slovu brodec, odvozeno je od brodu, který byl přes Brtnický potok na zemské stezce.

## Historie
První písemná zmínka o obci pochází z roku 1490.
V letech 1869–1910 k Brodcům patřil Hrutov.
V roce 1961 se vesnice stala místní částí Kněžic.

## Přírodní poměry
Brodce leží v okrese Jihlava v Kraji Vysočina. Nachází se 6 km jižně od Brtnice, 1 km jižně od Kněžic, 1 km západně od Hrutova a 4,5 km severně od Opatova. Geomorfologicky je oblast součástí Česko-moravské subprovincie, konkrétně Křižanovské vrchoviny a jejího podcelku Brtnická vrchovina, v jehož rámci spadá pod geomorfologický okrsek Puklická pahorkatina. Průměrná nadmořská výška činí 544 metrů. Východně od vsi se slévají dva bezejmenné potoky, které se poté vlévají do řeky Brtnice, na níž se jihozápadně od obce nachází rybník Strážov.
V roce 2020 bylo oznámeno, že ministerstvo zemědělství ČR plánuje stavbu několika nových přehradních nádrží, kdy jedna z nich by mohl být postavena mezi obcí Opatov a částí Kněžic Brodcemi na řece Brtnice. Součástí přehrady by měl být i rybník Zlatomlýn s vodopádem. Její rozloha by měla být 90,3 hektaru.

## Obyvatelstvo
Podle sčítání 1930 zde žilo v 31 domech 133 obyvatel. 131 obyvatel se hlásilo k československé národnosti a 1 k německé. Žilo zde 133 římských katolíků.
| Rok            | 1869 | 1880 | 1890 | 1900 | 1910 | 1921 | 1930 | 1950 | 1961 | 1970 | 1980 | 1991 | 2001 | 2011 |
| -------------- | ---- | ---- | ---- | ---- | ---- | ---- | ---- | ---- | ---- | ---- | ---- | ---- | ---- | ---- |
| Počet obyvatel | 186  | 183  | 197  | 181  | 153  | 150  | 133  | 133  | 170  | 132  | 186  | 120  | 138  | 117  |
| Počet domů     | 28   | 28   | 29   | 30   | 30   | 30   | 31   | 40   | 37   | 38   | 57   | 45   | 54   | 54   |

## Hospodářství a doprava
V obci sídlí firmy Hospůdka U Pařilů, poradenství pro chov psů Vita Canem o.s. a prodejce elektrických ohradníků KAMÍR a Co, spol. s r.o. Obcí prochází silnice III. třídy č. 4026 z Kněžic do Opatova a č. 4029 do Hrutova. Dopravní obslužnost zajišťují dopravci ICOM transport a TRADO-BUS. Autobusy jezdí ve směrech Jihlava, Kněžice, Předín, Želetava, Štěměchy, Okříšky, Třebíč a Hrutov.

## Pamětihodnosti
- Sousoší Piety stojí na mostě. Socha má hranolový podstavec s datací 1659.[17]